# Казимир Гласко
Казимир Гласко (пол. Kazimierz Hłasko, лат. Casimirus Hlasko, англ. Casimir Hlasko; 2 березня 1784 — 27 січня 1831, Клонговз, Ірландія) — діяч католицької церкви і Ордена єзуїтів; доктор богослов'я, професор Полоцької єзуїтської академії і Клонговз Вуд коледжу (Ірландія).
12 серпня 1799 року вступив до Товариства Ісуса і протягом двох років проходив випробування в Полоцькому новіціяті. Вивчав німецьку мову в Дінабурзі (1801–1802) і філософію в Полоцьку (1802–1804). Викладач в класі інфими і німецької мови (1804–1805), а потім — риторики, поетики, геометрії, алгебри і німецької мови (1805–1806) у Вітебську. У 1806–1807 рр. — викладач риторики, поетики, алгебри і німецької мови в Дінабурзі, в 1807–1808 рр. — заступник регента канвікта і викладач німецької мови у Мстиславлі, а у 1808–1809 рр. — викладач риторики, поетики, алгебри, геометрії і німецької мови в Орші . У 1811 року висвячений на священника.
Закінчивши чотирирічний курс теології в Полоцькій єзуїтській академії (1813) працював у своїй альма-матер як професор логіки, метафізики і математики (1814–1817), логіки метафізики і зоології (1818–1819), логіки, діалектики, метафізики та етики (1819–1820). Також викладав цивільне право. 15 серпня 1817 року склав останні обітниці .
Після заборони діяльності Товариства Ісуса в Російській імперії (1820) разом з двома іншими полоцькими єзуїтами — Франциском Ксаверієм Стаховським і Адамом Пятрищем — був спрямований в Ірландію. Працюючи з грудня 1820 року професором догматичного і морального богослов'я Клонговз Вуд коледжу (англ. Clongowes Wood College ; лат. Collegium Cluense знаходиться біля міста Клейн, графство Кілдер), який зробив значний внесок у розвиток освітньої програми цього на той час найбільшого ірландського навчального закладу єзуїтів. (З вересня 1888 року по червень 1891 року в цьому престижному коледжі, поки батько міг оплатити його освіту, вчився знаменитий письменник і поет Джеймс Джойс).
Казимир Гласко помер в Клонговзі 27 січня 1831 року і похований на місцевому цвинтарі поряд з іншими єзуїтами.